# Code::Blocks
Code::Blocks – wieloplatformowe, zintegrowane środowisko programistyczne (IDE) na licencji GNU, oparte na projekcie Scintilla. Wspiera języki C, C++ oraz Fortran (od wersji 13.12).
Program jest napisany w C++ z wykorzystaniem wieloplatformowej biblioteki wxWidgets. Dzięki temu działa zarówno na systemach operacyjnych Linux i Windows, jak również MacOS X. Przechowywany jest na witrynach BerliOS oraz SourceForge. Code::Blocks został pierwotnie stworzony przez programistę Yiannisa Mandravellosa.

## Pluginy
Pluginy pozwalają rozszerzać funkcjonalność Code::Blocks. Niemal całe środowisko zbudowane jest przy ich pomocy. Wyróżnia się trzy rodzaje pluginów:
- podstawowe (ang. core plugins) – rozwijane są przez oficjalny zespół i instalowane razem z IDE.
- społeczności (ang. contrib plugins) – rozwijane przez społeczność Code::Blocks oraz uznane przez zespół główny jako wartościowe. Dlatego umieszczane są w repozytorium.
- osób trzecich (ang. 3rd party plugins) – również rozwijane przez społeczność, ale na chwilę obecną nie są umieszczone w repozytorium. Często posiadają własne repozytoria lub są wysłane na forum (wraz z kodem źródłowym)[2].

## Historia
Po wydaniu wersji RC: 1.0rc1 (25 lipca 2005) i 1.0rc2 (25 października 2005), zamiast utworzyć wersję stabilną, twórcy projektu zaczęli dodawać nowe funkcje, przekładając wielokrotnie wydanie ostatecznej wersji. Zamiast niej były dostępne codziennie budowane kolejne wersje, które jednak były lepiej wspierane niż ostatnia oficjalna wersja 1.0rc2.
Pierwsza stabilna wersja została ostatecznie wydana 28 lutego 2008 z numerem zmienionym od razu na 8.02. Schemat wersjonowania został zmieniony na podobny do schematu w Ubuntu – z numerami oznaczającymi rok i miesiąc wydania.
Obecnie, tak jak poprzednio, poprawki i nowe funkcje są wprowadzane do głównego drzewa kodu (nie są tworzone odnogi kodu wersji stabilnej w celu wprowadzania zmian). W związku z tym użytkownik może pobrać stosunkowo stabilną wersję z codziennej kompilacji.